# Щировский, Владимир Евгеньевич
Владимир Евгеньевич Щировский (1909, Москва — 1941, под Геническом) — русский советский поэт.

## Биография
Владимир Щировский родился 8 (21) июля 1909 года в Москве в семье отставного гражданского губернатора Е. П. Щировского и его второй жены Софии Эрастовны Ежовой. Из Москвы семья перебралась в Харьков, где будущий поэт окончил семилетнюю школу и музыкальное училище.
После окончания семилетки уехал в Ленинград и поступил на факультет языкознания и материальной культуры (Ямфак), однако в ходе «чисток» 1927 года был отчислен за «сокрытие соцпроисхождения». Некоторое время работал сварщиком на строительстве Балтийского вокзала. Летом 1929 года вместе с женой гостил в Коктебеле у М. Волошина, читал свои стихи, был одобрен. В 1930 году вернулся в Харьков.
В 1931 призван в армию, служил писарем при Харьковском горвоенкомате, ненадолго подвергался аресту. В 1933 году жил в Москве, работал в Институте электросварки. В 1934 году переехал в Керчь, где устроился заведующим художественным радиовещанием и руководителем клубной самодеятельности. В 1936 году снова арестован, был помещён в психбольницу.
В 1938 году ездил в Москву, где, возможно, познакомился с Б. Пастернаком, приславшим Щировскому открытку с положительным отзывом о его стихах. Несмотря на это, при жизни Щировский так и не увидел напечатанным ни одного своего стихотворения.
Евгений Евтушенко в «Строфах века» писал о нём:

Оказывается, в 30-е годы в нашей поэзии незримо существовал ни разу не печатавшийся и почти никому не известный большой поэт. Он сохранил пушкинскую «тайную свободу» на страшном фоне уничтожения независимо мыслящих людей и сам воспитал своё высочайшее профессиональное мастерство, несмотря на то, что его встречи с другими профессионалами были крайне редки. В 1929 году в Коктебеле Волошин подарил ему акварель с такой надписью: «На память В. Щировскому, за детской внешностью которого я рассмотрел большого и грустного поэта». Позднее, в 1938 году, он виделся с Ахматовой, Пастернаком и получил от него тепло написанную открытку.

В июле 1941 года Щировского призвали в армию, он был тяжело ранен. Погиб под Геническом в результате прямого попадания бомбы в машину с ранеными, эвакуируемыми из госпиталя.
Многие стихи и письма Щировского утрачены. Впервые уцелевшее наследие Владимира Щировского опубликовано книгой в 2007 году. Более полное издание с добавлением позднее обнаруженных стихотворений вышло год спустя.

### Публикации отдельных стихотворений
- Советские поэты, павшие на Великой Отечественной войне / Сост. М. А. Бениной и Е. П. Семеновой. — СПб.: Академический проект, 2005 (НБП). С. 470—488.
- Поэзия второй половины XX века /Сост. И. А. Ахметьев, М. Я. Шейнкер. — М.: СЛОВО/SLOVO, 2002. С. 45-50.
- Евтушенко Е. Строфы века. Антология русской поэзии / Научный редактор Е. Витковский. — М. Полифакт, 1995. 2-е изд. — 1999. С. 501—508.
- «Звезда», № 5, 1991, с. 3-5. Вст. заметка И. Сухих. Публ. Л. Г. Чащиной.
- «Новый мир», № 1, 1990, с. 164—167. Публ. А. Н. Доррер.
- «Огонек», № 36, 1989, с. 16.